# Nuoto ai campionati mondiali di nuoto 2022 - Staffetta 4x100 metri stile libero mista
La gara di nuoto della staffetta 4x100 metri stile libero mista dei campionati mondiali di nuoto 2022 è stata disputata il 24 giugno 2022 presso la Duna Aréna di Budapest. Vi hanno preso parte 27 squadre nazionali.
La gara è stata vinta dalla squadra australiana, formata da Jack Cartwright, Kyle Chalmers, Madison Wilson e Mollie O'Callaghan, mentre l'argento e il bronzo sono andati rispettivamente alla squadra canadese, formata da Joshua Liendo, Javier Acevedo, Kayla Sanchez e Penny Oleksiak, e a quella statunitense, formata da Ryan Held, Brooks Curry, Torri Huske e Claire Curzan.

## Podio
| Posizione | Nazione     | Atleti |
| --------- | ----------- | --- |
| Oro       | Australia   | Jack Cartwright Kyle Chalmers Madison Wilson Mollie O'Callaghan Zac Incerti* William Yang* Meg Harris* Leah Neale* |
| Argento   | Canada      | Joshua Liendo Javier Acevedo Kayla Sanchez Penny Oleksiak Ruslan Gaziev* Taylor Ruck* Margaret MacNeil*            |
| Bronzo    | Stati Uniti | Ryan Held Brooks Curry Torri Huske Claire Curzan Drew Kibler* Erika Brown* Kate Douglass*                          |

* Indica i nuotatori che hanno preso parte solo alle batterie

## Programma
| Data           | Ora (UTC+2) | Turno    |
| -------------- | ----------- | -------- |
| 24 giugno 2022 | 09:53       | Batterie |
| 24 giugno 2022 | 19:49       | Finale   |

## Record
Prima della competizione il record del mondo e il record dei campionati erano i seguenti:
| Record mondiale       | 3'19"40 | Stati Uniti Caeleb Dressel (47"34) Zachary Apple (47"34) Mallory Comerford (52"72) Simone Manuel (52"00 | 27 luglio 2019 Gwangju, Corea del Sud |
| Record dei campionati | 3'19"40 | Stati Uniti Caeleb Dressel (47"34) Zachary Apple (47"34) Mallory Comerford (52"72) Simone Manuel (52"00 | 27 luglio 2019 Gwangju, Corea del Sud |

Durante la competizione è stato battuto il seguente record:
| Data      | Evento | Atleti                                                                                          | Nazione   | Tempo   | Record          |
| --------- | ------ | ----------------------------------------------------------------------------------------------- | --------- | ------- | --------------- |
| 24 giugno | Finale | Jack Cartwright (48"12) Kyle Chalmers (46"98) Madison Wilson (52"25) Mollie O'Callaghan (52"03) | Australia | 3'19"38 | Record mondiale |

## Risultati

### Batterie
| Pos. | Batteria | Corsia | Nazione                       | Atleti | Tempo   | Note |
| ---- | -------- | ------ | ----------------------------- | --- | ------- | ---- |
| 1    | 2        | 0      | Stati Uniti                   | Ryan Held (47"85) Drew Kibler (48"26) Erika Brown (53"73) Kate Douglass (54"64)                                                 | 3'24"48 | Q    |
| 2    | 2        | 9      | Canada                        | Ruslan Gaziev (49"16) Javier Acevedo (48"34) Taylor Ruck (53"92) Margaret MacNeil (53"88)                                       | 3'25"30 | Q    |
| 3    | 3        | 0      | Australia                     | Zac Incerti (49"28) William Yang (48"39) Meg Harris (53"97) Leah Neale (53"91)                                                  | 3'25"55 | Q    |
| 4    | 2        | 4      | Paesi Bassi                   | Stan Pijnenburg (48"79) Jesse Puts (48"54) Tessa Giele (55"47) Marrit Steenbergen (53"06)                                       | 3'25"86 | Q    |
| 5    | 3        | 5      | Italia                        | Leonardo Deplano (48"92) Alessandro Miressi (48"16) Silvia Di Pietro (54"62) Chiara Tarantino (54"30)                           | 3'26"00 | Q    |
| 6    | 3        | 4      | Gran Bretagna                 | Jacob Whittle (49"04) Matthew Richards (48"57) Freya Anderson (54"03) Lucy Hope (54"46)                                         | 3'26"10 | Q    |
| 7    | 3        | 3      | Brasile                       | Vinicius Assunção (48"95) Gabriel Santos (48"70) Stephanie Balduccini (54"29) Giovanna Diamante (54"37)                         | 3'26"31 | Q    |
| 8    | 3        | 1      | Cina                          | Hong Jinquan (49"26) Wang Changhao (49"20) Lao Lihui (54"40) Ai Yanhan (54"34)                                                  | 3'27"20 | Q    |
| 9    | 1        | 1      | Nuova Zelanda                 | Lewis Clareburt (49"55) Carter Swift (48"39) Chelsey Edwards (55"39) Laura Littlejohn (54"58)                                   | 3'27"91 |      |
| 10   | 2        | 5      | Svezia                        | Robin Hanson (49"31) Isak Eliasson (48"78) Sofia Åstedt (55"71) Sara Junevik (55"23)                                            | 3'29"03 |      |
| 11   | 3        | 8      | Corea del Sud                 | Hwang Sun-woo (49"18) Lee Yoo-yeon (49"64) Jeong So-eun (55"42) Hur Yeon-kyung (55"11)                                          | 3'29"35 |      |
| 12   | 1        | 2      | Israele                       | Tomer Frankel (49"45) Ron Polonsky (48"92) Lea Polonsky (56"59) Daria Golovaty (55"28)                                          | 3'30"24 |      |
| 13   | 1        | 6      | Singapore                     | Jonathan Tan (49"72) Ardi Mohamed Azman (50"46) Quah Jing Wen (56"21) Amanda Lim (56"74)                                        | 3'33"13 |      |
| 14   | 2        | 3      | Grecia                        | Stergios Bilas (49"80) Odysseus Meladinis (49"30) Maria Drasidou (58"36) Anna Ntountounaki (56"95)                              | 3'34"41 |      |
| 15   | 1        | 5      | Taipei cinese                 | Wang Kuan-hung (50"49) Wang Hsing-hao (50"08) Hsu An (57"08) Huang Mei-chien (57"03)                                            | 3'34"68 |      |
| 16   | 3        | 9      | Hong Kong                     | Ian Ho (50"12) Nicholas Lim (51"30) Camille Cheng (56"67) Chloe Cheng (57"17)                                                   | 3'35"26 |      |
| 17   | 1        | 7      | Lettonia                      | Ģirts Feldbergs (51"95) Daniils Bobrovs (53"72) Ieva Maļuka (55"78) Gabriela Ņikitina (56"78)                                   | 3'38"23 |      |
| 18   | 1        | 8      | Thailandia                    | Dulyawat Kaewsriyong (51"71) Navaphat Wongcharoen (51"84) Jinjutha Pholjamjumrus (58"05) Jenjira Srisaard (1'01"73)             | 3'43"33 |      |
| 18   | 3        | 2      | Marocco                       | Samy Boutouil (50"42) Souhail Hamouchane (52"76) Lina Khiyara (1'00"53) Imane El Barodi (59"62)                                 | 3'43"33 |      |
| 20   | 1        | 4      | Vietnam                       | Nguyễn Quang Thuấn (52"06) Nguyễn Hữu Kim Sơn (52"12) Võ Thị Mỹ Tiên (1'00"62) Lê Thị Thảo My (1'01"08)                         | 3'45"88 |      |
| 21   | 1        | 3      | Seychelles                    | Mathieu Bachmann (53"54) Therese Soukup (1'02"27) Simon Bachmann (53"91) Khema Elizabeth (1'03"53)                              | 3'53"25 |      |
| 22   | 2        | 8      | Mongolia                      | Batbayaryn Enkhkhüslen (59"59) Batbayaryn Enkhtamir (52"94) Enkh-Amgalangiin Ariuntamir (1'04"74) Zandanbal Gunsennorov (56"69) | 3'53"96 |      |
| 23   | 2        | 2      | Uganda                        | Adnan Kabuye (56"00) Kirabo Namutebi (1'03"73) Tendo Mukalazi (53"16) Avice Meya (1'03"15)                                      | 3'56"04 |      |
| 24   | 1        | 0      | Guam                          | Israel Poppe (56"29) Mia Lee (1'03"46) Keana Santos (1'09"57) Benjamin Ko (56"89)                                               | 4'06"21 |      |
| 25   | 1        | 9      | Isole Marianne Settentrionali | Taiyo Akimaru (57"63) Maria Batallones (1'06"75) Jinie Thompson (1'10"06) Juhn Tenorio (58"51)                                  | 4'12"95 |      |
| 26   | 2        | 1      | Maldive                       | Mohamed Aan Hussain (56"96) Aishath Sausan (1'10"71) Hamna Ahmed (1'13"88) Mubal Azzam Ibrahim (56"89)                          | 4'18"44 |      |
| -    | 2        | 6      | Bahamas                       | - | -       | dns  |
| -    | 2        | 7      | Francia                       | - | -       | dns  |
| -    | 3        | 6      | Angola                        | - | -       | dns  |
| -    | 3        | 7      | Tanzania                      | Dennis Mhini (59"10) Eunike Fugo (1'15"13 Kayla Temba (1'23"02) Collins Saliboko                                                | -       | dq   |

### Finale
| Pos.    | Corsia | Nazione       | Atleti                                                                                                  | Tempo   | Note |
| ------- | ------ | ------------- | --- | ------- | ---- |
| Oro     | 3      | Australia     | Jack Cartwright (48"12) Kyle Chalmers (46"98) Madison Wilson (52"25) Mollie O'Callaghan (52"03)         | 3'19"38 |      |
| Argento | 5      | Canada        | Joshua Liendo (48"02) Javier Acevedo (47"96) Kayla Sanchez (52"52) Penny Oleksiak (52"11)               | 3'20"61 |      |
| Bronzo  | 4      | Stati Uniti   | Ryan Held (47"93) Brooks Curry (47"72) Torri Huske (52"52) Claire Curzan (52"11)                        | 3'21"09 |      |
| 4       | 7      | Gran Bretagna | Thomas Dean (48"25) Lewis Burras (47"86) Anna Hopkin (53"27) Freya Anderson (53"06)                     | 3'22"44 |      |
| 5       | 6      | Paesi Bassi   | Stan Pijnenburg (48"80) Jesse Puts (48"29) Tessa Giele (54"58) Marrit Steenbergen (52"57)               | 3'24"24 |      |
| 6       | 1      | Brasile       | Gabriel Santos (48"73) Vinicius Assunção (48"03) Giovanna Diamante (53"98) Stephanie Balduccini (54"04) | 3'24"78 |      |
| 7       | 2      | Italia        | Lorenzo Zazzeri (48"69) Alessandro Miressi (47"50) Silvia Di Pietro (54"19) Chiara Tarantino (55"45)    | 3'25"83 |      |
| 8       | 8      | Cina          | Hong Jinquan (48"88) Wang Changhao (48"86) Lao Lihui (54"60) Ai Yanhan (54"58)                          | 3'26"92 |      |